# Jüdischer Friedhof (Hämelschenburg)

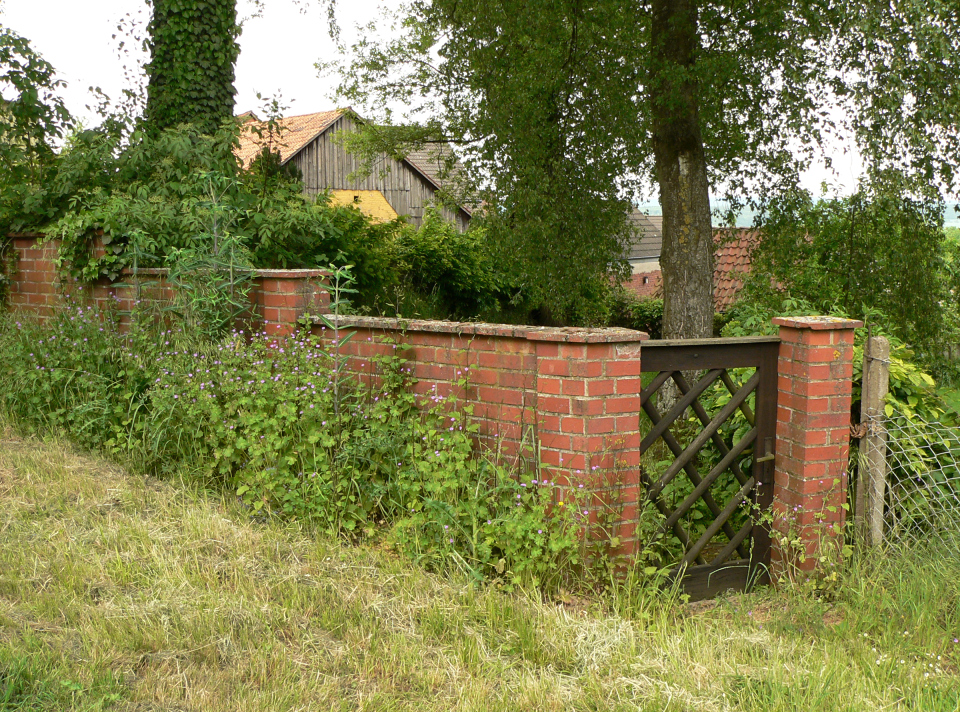
Eingangstor zum jüdischen Friedhof Hämelschenburg, 2016

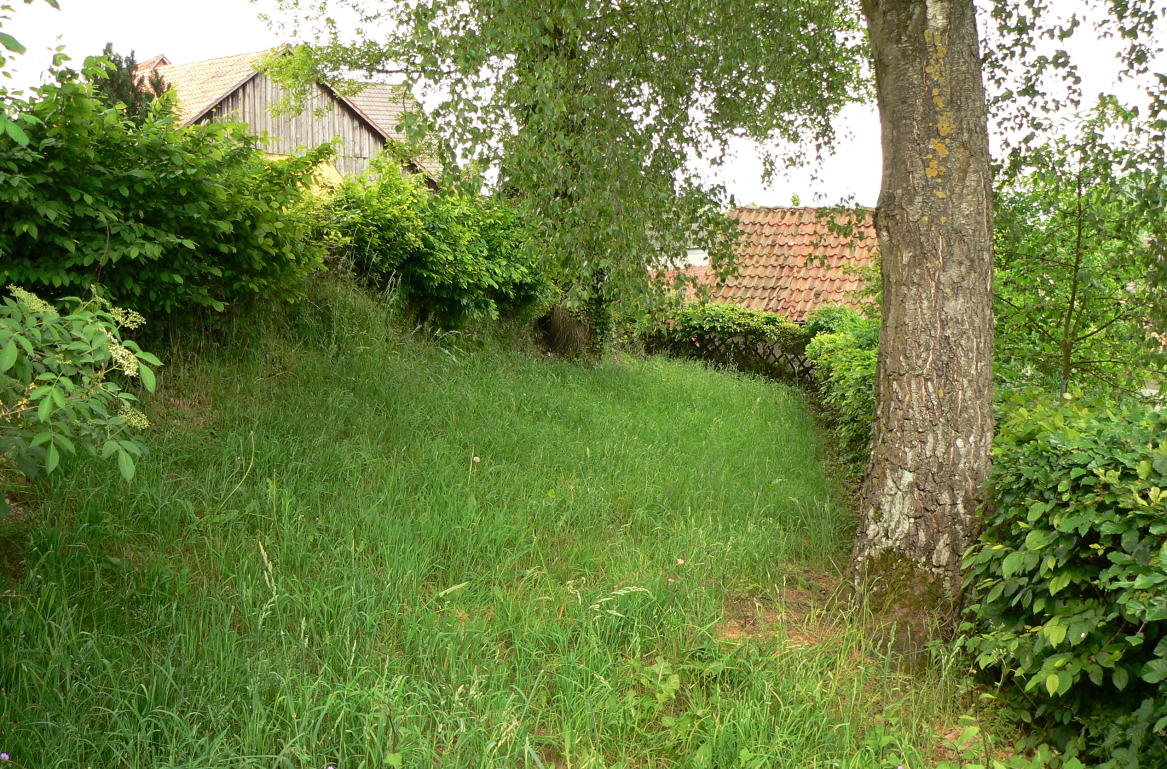
Innenfläche

Der jüdische Friedhof im Ortsteil Hämelschenburg der niedersächsischen Gemeinde Emmerthal im Landkreis Hameln-Pyrmont ist ein Kulturdenkmal.
Der 146 Quadratmeter große Friedhof liegt am nördlichen Rand des alten Dorfes am Rampenweg. Auf ihm befinden sich zwei Grabsteine, die beide aus dem Jahr 1748 stammen und teils starke Zerstörungsspuren tragen. Ein Stein ist nach sephardischem Brauch als liegender Stein gestaltet.

## Geschichte
Der Friedhof wurde spätestens ab 1748 belegt. Im Jahr 1830 war er im Besitz eines Juden aus Hämelschenburg. Nachdem die letzten Juden Ende des 19. Jahrhunderts von dort weggezogen waren, wurde er völlig vernachlässigt. Wenige Tage nach dem 9. November 1938 wurde der Friedhof von SA-Männern aus dem benachbarten Dorf Gellersen zerstört. Nach dem Zweiten Weltkrieg wurde die Pforte des Friedhofs neu gemauert. Das verwilderte Grundstück ist seit 2005 im Besitz des Landesverbandes der Jüdischen Gemeinden von Niedersachsen.